# 야누시 쿠프체비치
야누시 보그단 쿠프체비치(폴란드어: Janusz Bogdan Kupcewicz; 1955년 12월 9일, 포모제 주 그단스크 ~ 2022년 7월 4일, 포모제 주 그단스크)는 폴란드의 전 프로 축구 선수로, 현역 시절 미드필더로 활약했다.
당대 최고의 폴란드 선수로 손꼽히는 그는 1982년 월드컵에서 3위에 입상했고, 이 과정에서 그는 폴란드 선수단의 대회 마지막 골을 기록해 전성기의 방점을 찍었다.
그는 아르카 그디니아의 역대 최고 선수단에 이름이 올랐는데, 1979년에, 아르카 그디니아는 그의 활약으로 사상 첫 푸하르 폴스키를 우승했다. 이후, 그는 1983년에 레흐 포즈난에서 엑스트라클라사 정상에 오르기도 했다.
그는 다수의 다른 구단에서도 활약했는데, 해외로 나가기도 했고, 은퇴 후에는 감독, 체육 교사, 그리고 지역구 정치인으로 활동했다.

## 경력

### 클럽 경력
그단스크 출신이지만, 그는 두 올시틴 연고 구단에서 축구를 시작했다: 바르미아와 스토밀을 거쳤는데, 전자의 구단에서는 유소년부에서만 활동했다.
이후, 그는 1974년에 고향 그단스크로 복귀해 8년 동안 아르카 그디니아에 몸담았다. 그 후, 1975-76 시즌, 그는 2부 리그 득점왕에 등극했다. 이후, 1979년에 아르카가 역사적인 푸하르 폴스카를 우승했다. 대회 우승으로, 국가대표팀에 차출된 선수들과 함께 레흐 포즈난으로 둥지를 옮겼고, 이곳에서도 역사적인 1983년에 엑스트라클라사 우승을 거두었다.
이후, 그는 프랑스 무대로 건너가 생-테티엔에 입단했는데, 그의 이적료는 €380,000 정도로 추산되었다. 그는 프랑스 무대에서 1985년까지 2년 활약했는데, 그동안 소속 구단은 1984년에 디비시옹 1에서 강등당했다. 그는 1985-86 시즌을 그리스의 라리사에서 보냈다. 그러나, 그는 해외 무대에서 부상으로 허덕였다.
그는 고향으로 돌아가 레히아 그단스크에 입단했고, 그는 이후 2년 동안 활동했다. 그러나, 그는 친정 구단인 아르카의 지역 경쟁 구단에 입단했다는 점으로 인해 논란을 야기했다. 1988년, 그는 레히아에서 또다시 강등의 굴욕을 당했다.
그는 튀르키예의 아다나스포르에서 은퇴했다.

### 국가대표팀 경력
그는 폴란드 국가대표팀 경기에 총 20번 출전해 5골을 넣었다. 그는 1976년에 국가대표팀 첫 경기를 치렀다. 그는 1978년 월드컵에 후보 선수로 참가했지만, 1982년 월드컵에서는 주축 선수로 폴란드의 3위 입상에 일조했다. 그는 프랑스와의 3위 결정전에서 결승골을 기록해 3-2 승리에 일조했다.

### 감독 경력
현역 은퇴 후, 그는 1990년대 초 폴란드 풋살 국가대표팀의 감독을 역임했다. 이후, 그는 포모제 연고인 6부 리그의 라두니아 스텡지차의 감독을 1996년부터 1999년까지 역임했고,1999년부터 2001년까지는 폴란드 U-21 국가대표팀 수석 코치로 활동했고, 1995년에는 레히아 그단스크를 잠깐 지도하고, 2004년부터 2005년까지는 하부 리그의 카르투시아 카르투지를 지도했다. 2001년부터 2003년까지는 아르카디아 그디니아의 고문을 역임했다. 2012년, 그는 토마시 코린트와 함께 다시 아르카의 고문을 맡았다.

### 교사 경력
그는 그디니아 힐로니아 구의 제10 초등학교에서 체육 교사로도 활동했다.

### 정치인 경력
그는 2006년에 그디니아 시의회 선거에서 시민 연단의 후보 명단에 이름을 올렸고, 2007년 폴란드 총선에서 폴란드 민의원 후보로 출마했다. 이후, 그는 폴란드 인민당으로 당적을 옮겼고, 2010년에 포모제 주의회의 후보로 2011년 폴란드 총선에서 민의원 후보로 출마했다. 2014년, 그는 지역 의원으로 당선되었는데, 이 경우가 그의 첫 당선이었다. 2015년과 2019년 총선에도 민의원 후보로 출마했지만 낙선했다.

## 사생활, 최후, 유산
쿠프체비치는 말년에 건강이 크게 악화되어 2022년 7월 3일에 향년 66세에 뇌졸중으로 영면에 들었다. 그는 열차로 이동 중 그디니아의 역 정거장에서 쓰러진 것으로 알려졌다. 구급차로 그단스크의 인근 병원으로 옮겨졌지만, 다시 깨어나지 못했다. 그의 사인은 당뇨병과 심혈관 질환의 합병증과 연관되어 있다.
즈비그니에프 보니에크는 그를 당대 최고의 폴란드 플레이메이커로 손꼽았다. 그제고시 라토는 가장 최근까지도 가까이 연락하던 사이였던 그가 영면했다는 소식에 애도와 충격을 표했다.
그가 알리칸테에서 열린 프랑스전에서 결승골을 기록해 폴란드를 1982년 월드컵 3위에 입상시킨 일은 그의 최고의 성과로 평가된다. 매우 재능 있는 선수로 평가되던 그는 현역 시절 잦은 부상으로 잠재력을 모두 발휘해지 못했다고 평가되었다.
그는 폴란드 축구 스캔들에 연루되었지만, 이 의혹이 완전히 풀리지 않았다. 그는 뇌물을 손보고 수수했다는 증언을 부인하지 않았지만, 법원에서 만취 상태여서 정확히 기억이 나지 않는다고 증언했다.
그는 아르카 그디니아의 역대 최고 선수로 손꼽히며, 구단 역대 최고 선수단에 이름을 올려노았다. 아르카는 그가 사적으로 지지하던 구단이었다.

## 수상
아르카 그디니아
- 푸하르 폴스키: 1978–79[6][5]

레흐 포즈난
- 엑스트라클라사: 1982–83[5][11]

폴란드
- 월드컵 3위: 1982[7][3][6]

개인
- I 리가 득점왕: 1975–76[5]
- 아르카 그디니아 역대 최고 선수단[5]